# Petar Živković
Petar Živković (srbsko Петар Живковић), srbski general in politik, * 1. januar 1879, Negotin, Srbija, † 3. februar 1947, Pariz, Francija.

## Življenje
Sodeloval je pri strmoglavljenju dinastije Obrenovićev (1903). Leta 1917 je bil postavljen za komandanta kraljeve garde, 1923 je napredoval v divizijskega generala, pozneje v armadnega generala. Bil je znan kot oseba posebnega zaupanja kralja Aleksandra I. Karađorđevića in kot poslušni izvršitelj kraljevih političnih smernic. Med kraljevo diktaturo in do 1932 je bil predsednik vlade in notranji minister. V Jevtićevi vladi in prvi Stojadinovićevi vladi je bil minister za vojsko in mornarico; 7. marca 1936 je bil odstavljen s položaja ministra v Stojadinovićevi vladi. Sodeloval je pri formiranju JNS in se 28. junija 1936 pustil izvoliti za njenega predsednika.
Aprila 1941 je odšel v emigracijo in bil član emigrantske vlade. Leta 1946 ga je nova jugoslovanska oblast obsodila na smrt. Umrl je v Parizu.